# Hōjō Munenobu
Hōjō Munenobu (北 条 宗 宣, 1259-16 juillet 1312), aussi connu sous le nom Osaragi Munenobu (大 仏 宗 宣), membre du clan Hōjō, est le onzième shikken du shogunat de Kamakura et dirige le Japon de 1311 à 1312. De 1305 jusqu'à sa nomination au poste de shikken en 1311, il exerce la fonction de rensho (assistant du shikken). Il est le septième Minamikata rokuhara Tandai (chef de la sécurité intérieure à Kyoto) de 1297 à 1302.
Durant la régence de Mototoki, le pouvoir réel est aux mains du tokusō (chef du clan Hōjō), Hōjō Takatoki, qui exerce le pouvoir de 1311 à 1333. Comme le tokusō est encore très jeune, ses prérogatives restent encore sous le contrôle de sa grand-mère Adachi Tokiaki et de Nagasaki Takasuke, un ministre.